# تاپیوسولوش
تاپیوسولوش (به مجاری:  Tápiószőlős) یک سکونتگاه مسکونی در مجارستان است که در شهرستان پشت واقع شده‌است.

## خصوصیات
تاپیوسولوش ۳۰٫۲۴ کیلومترمربع مساحت دارد.